# Mouscardès
 Mouscardès (en occitano, Moscardés) es una comuna francesa situada en el departamento de Landas, en la región de Nueva Aquitania.

## Demografía
| 297 | 244 | 239 | 224 | 218 | 230 | 269 |
| Para los censos de 1962 a 1999 la población legal corresponde a la población sin duplicidades (Fuente: INSEE [Consultar]) |     |     |     |     |     |     |